# 노예 반환 금지법
노예 반환 금지법(영어: Act Prohibiting the Return of Slaves)은 남북 전쟁 중 미국 의회에서 통과된 법률로, 연방 육군 또는 해군에 소속된 모든 장교나 인원이 자신의 지휘 아래 있는 병력을 사용하여 도망친 노예들을 주인에게 돌려보내는 것을 금지했다.
전쟁 초기 연방군이 남부 연합군이 점령한 영토로 진입하면서, 용기를 얻은 노예들은 자유를 얻기 위해 연방군 전선 뒤로 도망치기 시작했다. 일부 지휘관들은 이 도망자들을 참호를 파고, 요새를 건설하며, 다른 병영 작업을 수행하는 데 투입했다. 이렇게 도망친 노예들은 "콘트라밴드"라고 불렸는데, 이는 그들의 지위를 포획된 적의 재산으로 강조하는 용어였다. 다른 육군 지휘관들은 도망자들을 그들의 주인에게 돌려보내기도 했다. 의회는 이 법을 승인하여, 이 조항을 위반한 장교는 군사재판에서 유죄 판결을 받으면 군에서 해고되도록 했다.

## 법률 조문
"추가 전시 조항 제정을 위한 법안"은 1862년 3월 13일에 다음과 같은 문구로 승인되었다.
미국 상원과 하원에서 의회에 모여 제정하는 바, 앞으로 다음 조항은 미합중국 육군 통치를 위한 추가 전쟁 조항으로 공포되며, 그러한 조항으로서 복종하고 준수되어야 한다.
조항 ––. 미합중국의 군사 또는 해군에 복무하는 모든 장교 또는 인원은, 복무 또는 노동이 누구에게든 귀속된다고 주장되는 사람으로부터 도피한 자들을 돌려보내기 위해 각자의 지휘 아래 있는 병력을 사용하는 것이 금지되며, 이 조항을 위반한 죄로 군사재판에서 유죄 판결을 받은 장교는 군에서 해고되어야 한다.
제2조. 또한 제정하는 바, 이 법은 통과 즉시 효력을 발생한다.

## 같이 보기
- 노예 해방 선언
- 1861년 압수법
- 콘트라밴드
- 노예 무역법